# Пасынков, Фёдор Иванович
Фёдор Иванович Пасынков (1720, Костромская губерния — 3 апреля 1802, Кострома) — русский генерал-поручик, флота генерал-цейхмейстер.

## Биография
Родился в 1720 году в семье, происходившего из коренных дворян Костромской губернии Пасынковых, Ивана Евстафьевича Пасынкова.
В 1737 году был определён учеником в Морскую академию, откуда через два года был выпущен канониром в морскую артиллерию. Служа здесь, проходил чины: сержанта (1741), подконстапеля (1746), констапеля (1752), унтер-лейтенанта (1755), лейтенанта (1756); затем, 31 марта 1758 года был произведён в капитан-лейтенанты, затем — в капитаны 3-го (1762) и 2-го ранга (12 ноября 1764).
С 21 апреля 1766 года он был назначен исправляющим должность советника, через три года (1769) утверждён в ней, а 7 июля 1776 года был назначен «морской артиллерии цейхмейстером ранга бригадирского»; 1 января 1779 года произведён был в генерал-майоры морской артиллерии; 21 апреля 1785 года назначен флота генерал-цейхмейстером; 22 сентября 1786 года получил орден Святого Владимира 2-й степени. Произведён 22 сентября 1787 года в генерал-поручики.
С 1740 года Ф. И. Пасынков находился постоянно в плаваниях и различных командировках; так, с 1741 по 1746 год он был «при магазинах у содержания прихода и расхода», а в 1746 году послан был в Ярославль для прожития там и отвоза в Архангельск, на вновь построенные корабли, артиллерийских орудий; здесь Пасынков провёл 1747—1749 годы, когда вернулся в Кронштадт, чтобы в будущем 1750 году снова отправиться в Архангельск на 4 года. В 1761 году Пасынков находился в морском сражении у Кольберга, где отличился своей искусной стрельбой, затем вернулся в Петербург и до 1765 года присутствовал в качестве члена в Артиллерийской экспедиции, а затем был определён главным командиром артиллерии Кронштадтского порта. 1768—1770 годы он провёл в командировке в Сибирь, на литейных заводах, для наблюдения за изготовлением артиллерийских орудий. Вернувшись в Кронштадт в 1770 году, Пасынков снова занял должность командира местной морской артиллерии; он оставил этот пост в 1776 году, когда был назначен цейхмейстером морской артиллерии.
14 апреля 1789 года Пасынков был уволен от службы «за старостию» с пенсией получавшегося им жалованья. Поселился в своём родовом имении — селе Хвостове Нерехтского уезда Костромской губернии. В 1797 году император Павел пожаловал ему за прежнюю усердную службу 400 душ крестьян в селе Никифорове с деревнями в Нерехтском уезде. Умер 22 марта (3 апреля) 1802 года в Костроме.
Его дочь, Авдотья Фёдоровна, была замужем за вице-адмиралом И. А. Повалишиным.